# Twinkle Twinkle (Secret)
Twinkle Twinkle è il terzo singolo giapponese del gruppo musicale sudcoreano Secret, pubblicato nel 2012 dall'etichetta discografica Sony Music Associated Records.

## Il disco
Dopo l'uscita di "So Much for Goodbye" nel febbraio 2012, le Secret rivelarono la pubblicazione di un singolo giapponese nel giugno 2012. Nel marzo 2012, la TS Entertainment annunciò il titolo, "Twinkle Twinkle", e aggiunse che la canzone sarebbe stata usata come sigla finale dello spin-off di Naruto, Naruto SD: Rock Lee no Seishun Full-Power Ninden. Il video musicale di "Twinkle Twinkle" fu pubblicato l'11 maggio e il singolo completo il 13 giugno 2012, in tre diverse edizioni: l'edizione normale, l'edizione limitata A e l'edizione limitata B.

## Tracce
1. Twinkle Twinkle – 3:20 (testo: Junji Ishiwatari – musica: Hans W.)
2. First Kiss – 3:59 (testo: Junji Ishiwatari, INOO, Park Soo Suk – musica: Park Soo Suk)

Durata totale: 7:19
1. Twinkle Twinkle [アニメ(サイズ)ver] (Anime (Size) ver) – 1:30 (testo: Junji Ishiwatari – musica: Hans W.) – Traccia aggiuntiva dell'edizione limitata A[2]

Edizione limitata B: la normale edizione e il DVD che contiene il video musicale e il making-of di "Twinkle Twinkle".

## Certificazioni
Giappone
(vendite: 8 022+)

## Formazione
- Hyoseong – voce
- Zinger – voce
- Jieun – voce
- Sunhwa – voce